# Moshtagh Yaghoubi
Moshtagh Hossain Yaghoubi (Kabul, 8 novembre 1994) è un calciatore afghano naturalizzato finlandese, centrocampista dell'HIFK.

## Carriera

### Nazionale
Ha debuttato con la nazionale finlandese Under-21 nel 2013.

## Palmarès

### Club

#### Competizioni nazionali
- Coppa di Lega finlandese: 1

Honka: 2011
- Coppa di Finlandia: 2

Honka: 2012
HJK: 2016-2017
- Campionato lettone: 1

Spartaks Jūrmala: 2016
- Campionato finlandese: 2

HJK: 2017, 2018